# Данілово-Мале
Данілово-Мале (пол. Daniłowo Małe) — село в Польщі, у гміні Лапи Білостоцького повіту Підляського воєводства.
Населення — 61 особа (2011).
У 1975-1998 роках село належало до Білостоцького воєводства.

## Демографія
Демографічна структура станом на 31 березня 2011 року:
|          | Загалом | Допрацездатний вік | Працездатний вік | Постпрацездатний вік |
| -------- | ------- | ------------------ | ---------------- | -------------------- |
| Чоловіки | 32      | 10                 | 19               | 3                    |
| Жінки    | 29      | 5                  | 16               | 8                    |
| Разом    | 61      | 15                 | 35               | 11                   |